# Campionati sudamericani maschili di pallacanestro
Il Torneo Sudamericano di pallacanestro noto come FIBA South American Championship è un torneo organizzato dalla FIBA in cui si confrontano le nazionali del Sudamerica. Si è disputato per la prima volta nel 1930, ed è stata la prima grande competizione internazionale e poi la prima ad essere organizzata dalla Fiba, che sarà fondata due anni più tardi. Attualmente si disputa ogni due anni.
Il torneo vale anche come qualificazioni al FIBA AmeriCup.

## Albo d'oro
| Anno          | Sede                    |           | Finale 1º/2º posto | Finale 1º/2º posto | Finale 1º/2º posto |             | Finale 3º/4º posto | Finale 3º/4º posto | Finale 3º/4º posto |
| Anno          | Sede                    | Oro       | punteggio          | Argento            | Bronzo             | punteggio   | 4º posto           |                    |                    |
| ------------- | ----------------------- | --------- | ------------------ | ------------------ | ------------------ | ----------- | ------------------ | ------------------ | ------------------ |
| 1930 dettagli | (Montevideo)            | Uruguay   | Round Robin        | Argentina          | Brasile            | Round Robin | Cile               |                    |                    |
| 1932 dettagli | (Santiago)              | Uruguay   | 42–28              | Cile               | Argentina          | N/A         | None               |                    |                    |
| 1934 dettagli | (Buenos Aires)          | Argentina | Round Robin        | Cile               | Brasile            | Round Robin | Uruguay            |                    |                    |
| 1935 dettagli | (Rio de Janeiro)        | Argentina | Round Robin        | Brasile            | Uruguay            | N/A         | None               |                    |                    |
| 1937 dettagli | (Santiago & Valparaíso) | Cile      | Round Robin        | Uruguay            | Brasile            | Round Robin | Perù               |                    |                    |
| 1938 dettagli | (Lima)                  | Perù      | Round Robin        | Argentina          | Uruguay            | Round Robin | Brasile            |                    |                    |
| 1939 dettagli | (Rio de Janeiro)        | Brasile   | Round Robin        | Uruguay            | Argentina          | Round Robin | Perù               |                    |                    |
| 1940 dettagli | (Montevideo)            | Uruguay   | Round Robin        | Argentina          | Brasile            | Round Robin | Cile               |                    |                    |
| 1941 dettagli | (Mendoza)               | Argentina | Round Robin        | Perù               | Uruguay            | Round Robin | Cile               |                    |                    |
| 1942 dettagli | (Santiago)              | Argentina | Round Robin        | Uruguay            | Cile               | Round Robin | Brasile            |                    |                    |
| 1943 dettagli | (Lima)                  | Argentina | Round Robin        | Uruguay            | Perù               | Round Robin | Cile               |                    |                    |
| 1945 dettagli | (Guayaquil)             | Brasile   | Round Robin        | Uruguay            | Argentina          | Round Robin | Cile               |                    |                    |
| 1947 dettagli | (Rio de Janeiro)        | Uruguay   | Round Robin        | Brasile            | Cile               | Round Robin | Ecuador            |                    |                    |
| 1949 dettagli | (Asunción)              | Uruguay   | Round Robin        | Brasile            | Cile               | Round Robin | Perù               |                    |                    |
| 1953 dettagli | (Montevideo)            | Uruguay   | Round Robin        | Brasile            | Cile               | Round Robin | Paraguay           |                    |                    |
| 1955 dettagli | (Cúcuta)                | Uruguay   | Round Robin        | Paraguay           | Brasile            | Round Robin | Argentina          |                    |                    |
| 1958 dettagli | (Santiago)              | Brasile   | Round Robin        | Uruguay            | Paraguay           | Round Robin | Argentina          |                    |                    |
| 1960 dettagli | (Cordoba)               | Brasile   | Round Robin        | Paraguay           | Argentina          | Round Robin | Uruguay            |                    |                    |
| 1961 dettagli | (Rio de Janeiro)        | Brasile   | Round Robin        | Uruguay            | Argentina          | Round Robin | Paraguay           |                    |                    |
| 1963 dettagli | (Lima)                  | Brasile   | Round Robin        | Perù               | Uruguay            | Round Robin | Argentina          |                    |                    |
| 1966 dettagli | (Mendoza & San Juan)    | Argentina | Round Robin        | Brasile            | Perù               | Round Robin | Uruguay            |                    |                    |
| 1968 dettagli | (Asunción)              | Brasile   | Round Robin        | Uruguay            | Perù               | Round Robin | Paraguay           |                    |                    |
| 1969 dettagli | (Montevideo)            | Uruguay   | Round Robin        | Brasile            | Argentina          | Round Robin | Perù               |                    |                    |
| 1971 dettagli | (Montevideo)            | Brasile   | Round Robin        | Uruguay            | Argentina          | Round Robin | Perù               |                    |                    |
| 1973 dettagli | (Bogotà)                | Brasile   | Round Robin        | Argentina          | Perù               | Round Robin | Uruguay            |                    |                    |
| 1976 dettagli | (Medellín)              | Argentina | Round Robin        | Brasile            | Uruguay            | Round Robin | Paraguay           |                    |                    |
| 1977 dettagli | (Valdivia)              | Brasile   | Round Robin        | Uruguay            | Argentina          | Round Robin | Venezuela          |                    |                    |
| 1979 dettagli | (Bahía Blanca)          | Argentina | Round Robin        | Brasile            | Uruguay            | Round Robin | Cile               |                    |                    |
| 1981 dettagli | (Montevideo)            | Uruguay   | Round Robin        | Brasile            | Argentina          | Round Robin | Cile               |                    |                    |
| 1983 dettagli | (San Paolo)             | Brasile   | Round Robin        | Argentina          | Uruguay            | Round Robin | Venezuela          |                    |                    |
| 1985 dettagli | (Medellín)              | Brasile   | Round Robin        | Uruguay            | Argentina          | Round Robin | Venezuela          |                    |                    |
| 1987 dettagli | (Asunción)              | Argentina | Round Robin        | Venezuela          | Brasile            | Round Robin | Uruguay            |                    |                    |
| 1989 dettagli | (Machala & Guayaquil)   | Brasile   | Round Robin        | Argentina          | Uruguay            | Round Robin | Venezuela          |                    |                    |
| 1991 dettagli | (Valencia)              | Venezuela | 122–121            | Brasile            | Argentina          | Round Robin | Uruguay            |                    |                    |
| 1993 dettagli | (Guaratinguetá)         | Brasile   | 82–76              | Argentina          | Venezuela          | –           | Uruguay            |                    |                    |
| 1995 dettagli | (Montevideo)            | Uruguay   | 89–74              | Argentina          | Brasile            | 85–63       | Venezuela          |                    |                    |
| 1997 dettagli | (Maracaibo)             | Uruguay   | Round Robin        | Venezuela          | Argentina          | Round Robin | Brasile            |                    |                    |
| 1999 dettagli | (Bahía Blanca)          | Brasile   | 73–67              | Argentina          | Venezuela          | 99–77       | Uruguay            |                    |                    |
| 2001 dettagli | (Valdivia)              | Argentina | 76–69              | Brasile            | Venezuela          | 94–90       | Uruguay            |                    |                    |
| 2003 dettagli | (Montevideo)            | Brasile   | 83–80              | Argentina          | Uruguay            | 88–82       | Venezuela          |                    |                    |
| 2004 dettagli | (Campos dos Goytacazes) | Argentina | 95–78              | Brasile            | Venezuela          | 76–74       | Uruguay            |                    |                    |
| 2006 dettagli | (Caracas)               | Brasile   | 92–61              | Uruguay            | Argentina          | 95–78       | Venezuela          |                    |                    |
| 2008 dettagli | (Puerto Montt)          | Argentina | 100–95             | Uruguay            | Venezuela          | 87–72       | Brasile            |                    |                    |
| 2010 dettagli | (Neiva)                 | Brasile   | 87–77              | Argentina          | Uruguay            | 76–70       | Venezuela          |                    |                    |
| 2012 dettagli | (Resistencia)           | Argentina | 79–56              | Venezuela          | Uruguay            | 80–68       | Brasile            |                    |                    |
| 2014 dettagli | (Isola Margarita)       |           | Venezuela          | 74–65              | Argentina          |             | Brasile            | 66–61              | Uruguay            |
| 2016 dettagli | (Caracas)               |           | Venezuela          | 64–58              | Brasile            |             | Uruguay            | 87–83              | Argentina          |

## Medagliere
| Posiz. | Nazione   | Oro | Argento | Bronzo | Totale |
| ------ | --------- | --- | ------- | ------ | ------ |
| 1      | Brasile   | 18  | 13      | 8      | 39     |
| 2      | Argentina | 13  | 12      | 13     | 38     |
| 3      | Uruguay   | 11  | 13      | 12     | 36     |
| 4      | Venezuela | 3   | 3       | 5      | 11     |
| 5      | Perù      | 1   | 2       | 4      | 7      |
| 5      | Cile      | 1   | 2       | 4      | 7      |
| 7      | Paraguay  | 0   | 2       | 1      | 3      |